# Cadaujac
Cadaujac is een gemeente in het Franse departement Gironde (regio Nouvelle-Aquitaine). De plaats maakt deel uit van het arrondissement Bordeaux. Cadaujac telde op 1 januari 2022 6.784 inwoners. In de gemeente ligt de spoorweghalte Cadaujac.

## Geografie
De oppervlakte van Cadaujac bedroeg op 1 januari 2022 15,33 vierkante kilometer; de bevolkingsdichtheid was toen 442,5 inwoners per km².

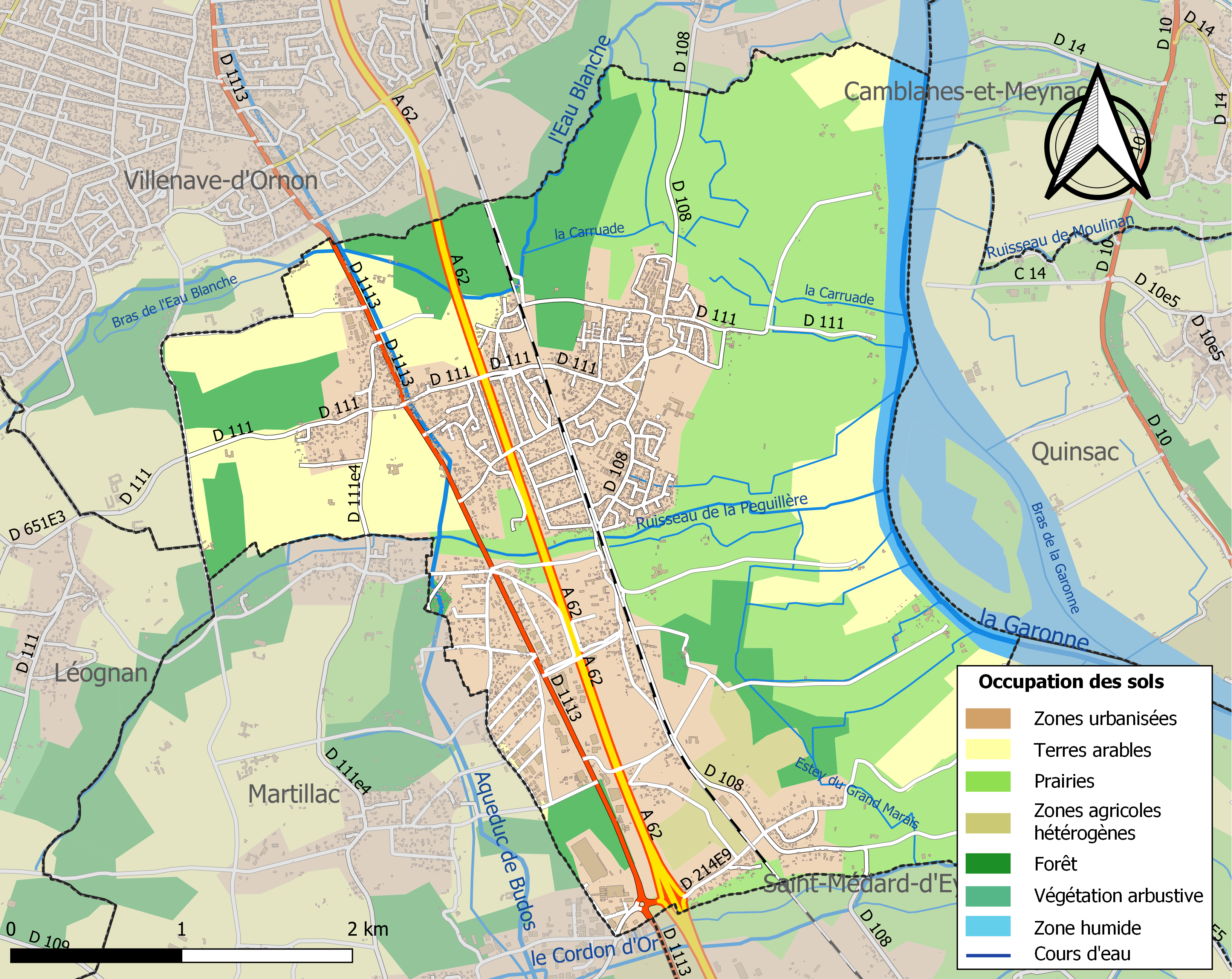
Kaart van de gemeente met belangrijkste infrastructuur, bodemgebruik en omliggende gemeenten

## Demografie
Onderstaande figuur toont het verloop van het inwonertal (bron: INSEE-tellingen).